# Castillo de Finkenstein
El castillo de Finkenstein es un castillo en ruinas localizado en Carintia, Austria.

## Historia
El castillo, mencionado por primera vez en un documento del año 1142, inicialmente perteneció a los dominios carintios del principado episcopal de Bamberg y fue cedido a sus ministros locales. Los señores del castillo, probablemente emparentados con la familia noble Osterwitz, comenzaron a llamarse von Finkenstein. En 1233 se registra una feroz disputa entre el duque Bernhard von Spanheim y el conde Ekberto de Andechs, en la que el señor Enrique de Finkenstein se puso del lado del duque Sponheim. Cuando hizo capturar a Ekberto y lo arrestó en el castillo de Finkenstein, fue inmediatamente proscrito por el Papa Gregorio IX; sin embargo, no fue liberado hasta que hubo diversas presiones por parte del duque Federico II de Austria y del arzobispo de Salzburgo.